# Malé Ripňany
Malé Ripňany este o comună slovacă, aflată în districtul Topoľčany din regiunea Nitra. Localitatea se află la altitudinea de 160 m deasupra n.m., se întinde pe o suprafață de 8,52 km2 și în 2017 număra 545 de locuitori.

## Istoric
Localitatea Malé Ripňany este atestată documentar din 1390.

## Demografie
| An:                | 1994 | 2004   | 2014   | 2024   |
| ------------------ | ---- | ------ | ------ | ------ |
| Număr de persoane: | 490  | 525    | 550    | 551    |
| Diferență:         |      | +7,14% | +4,76% | +0,18% |

| An:                | 2023 | 2024   |
| ------------------ | ---- | ------ |
| Număr de persoane: | 553  | 551    |
| Diferență:         |      | −0,36% |